# Rugby Club Strasbourg
Pour les articles homonymes, voir Football Club de Kronenbourg et RC Strasbourg (homonymie).
Ne doit pas être confondu avec le Strasbourg Alsace Rugby, club créé en 2019.
Maillots
Le Rugby Club Strasbourg, anciennement Football Club de Kronenbourg, ou Racing Club de Strasbourg rugby, est un club de rugby à XV se situant dans la ville de Strasbourg en Alsace. Le club est une des sections du Racing Club de Strasbourg omnisports jusqu'en 2010.
Le club disparaît le 25 février 2019, après avoir fait l'objet d'une liquidation judiciaire.

## Histoire
Le Rugby Club Strasbourg compte près de 600 licenciés ce qui en fait l'un des premiers clubs français au nombre de licenciés. Le club est créé dans les années 1970 par des membres de l'équipe voisine du Football Club de Kronenbourg. Par la suite les deux clubs fusionnent. Il devient en 1974 la section rugby du Racing-Pierrot Strasbourg-Meinau.
Le FC Kronenbourg devient champion de France de 3e division en 1990 et premier club de l'Est de la France à obtenir ce titre.
Après une relégation de 1re division fédérale en 2005, l'équipe première masculine dispute à partir de la saison 2005-2006 la Fédérale 2, qui est le deuxième échelon national du championnat de France de rugby à XV amateur. La première saison, le club ne parvient pas à se qualifier pour la phase finale. Il atteint ensuite les trente-deuxièmes de finale de l'épreuve en 2007, puis les huitièmes de finale en 2008 et les seizièmes de finale en 2009. Le 13 juin 2010, après une longue attente, l'équipe bat Suresnes 19 à 12 en quart-de-finale du championnat de France de Fédérale 2 et accède grâce à cette victoire à la Fédérale 1, le troisième niveau national, et devient une référence dans l'Est de la France.
Le club devient indépendant du Racing Club de Strasbourg omnisports en 2010. Le budget se monte en 2010 à 1,075 million d’euros. Le club a alors comme objectif de se maintenir en Fédérale 1 2010-2011 et de monter dans le championnat professionnel de Pro D2 d'ici 2014. Le 28 avril 2011, le RCS rugby change de nom et devient le Rugby Club de Strasbourg (RCS). Après avoir rempli son objectif de maintien avec une satisfaisante neuvième place puis une huitième place, le club est à nouveau relégué en Fédérale 2 en 2013.
En 2014 le club échoue de peu à remonter immédiatement : alors que les quarts-de-finalistes sont promus, Strasbourg est éliminé pour un point en huitièmes de finale par le Stade niortais rugby (victoire 25-23 puis défaite 9-12 au match retour à domicile devant 1 500 spectateurs),.
En 2015, le club valide sa montée en Fédérale 1 après un parcours sans faute lors de la saison régulière et une victoire en huitièmes de finale sur le Rugby Athletic Club angérien (victoire 22-12 à l'aller et 40-3 au match retour à domicile devant plus de 2 000 spectateurs) et finit la saison en devenant champion de France de Fédérale 2 après une victoire 50-23 contre l'AS vauréenne à Givors. Dans le même temps, l'équipe réserve est sacrée championne de France contre Lavaur sur le score de 25 à 6, le 31 mai 2015.
Pour la saison 2017-2018, le club intègre la poule élite, antichambre de la Pro D2. Mais, à l'issue de cette saison-là, le club qui s'était facilement maintenu sportivement dans cette poule 1, est rétrogradé administrativement en Fédérale 2 pour la saison 2018-2019.
Quelques mois plus tard, alors qu'il occupe la 4e place de sa poule, place qualificative pour une remontée, il est placé en liquidation judiciaire ; cette dernière est prononcée par le tribunal de grande instance le 25 février 2019, faute de garanties financières pour assurer le redressement du club.
Afin de pérenniser la pratique du rugby à Strasbourg, un nouveau club est créé : le Strasbourg Alsace Rugby voit ainsi le jour. La création est officiellement reconnue par la Fédération française de rugby en tant que nouveau club en amont de la saison 2019-2020. Entre-temps, le Strasbourg Alsace Rugby a accompagné la reprise de l'école de rugby dès le mois d'avril,.

## Résultats sportifs

### Palmarès
- Championnat de France de 3e division :
  - Champion : 1990
  - Finaliste : 1979
- Championnat de France de Fédérale 2 :
  - Champion : 2015
  - Finaliste : 2010
- Championnat de France de Fédérale 2 « réserves » :
  - Champion : 2015
  - Finaliste : 2006[17]

### Bilan par saison
| Saison    | Championnat              | Classement        | Phase finale   | Pts | J  | G  | N | P  | BO | BD | PM  | PE  | Diff |
| --------- | ------------------------ | ----------------- | -------------- | --- | -- | -- | - | -- | -- | -- | --- | --- | ---- |
| 1978-1979 | Nationale 3              |                   | Finaliste      |     |    |    |   |    |    |    |     |     |      |
| ...       |                          |                   |                |     |    |    |   |    |    |    |     |     |      |
| 1989-1990 | Nationale 3              |                   | Vainqueur      |     |    |    |   |    |    |    |     |     |      |
| 1990-1991 |                          |                   |                |     |    |    |   |    |    |    |     |     |      |
| 1991-1992 | Groupe B de 1re division |                   |                |     |    |    |   |    |    |    |     |     |      |
| ...       |                          |                   |                |     |    |    |   |    |    |    |     |     |      |
| 1999-2000 | Élite 2                  | ?/10              | -              |     |    |    |   |    |    |    |     |     |      |
| ...       |                          |                   |                |     |    |    |   |    |    |    |     |     |      |
| 2004-2005 | Fédérale 1               | 10/12, poule 1    | -              | 40  | 22 | 9  | 0 | 13 | -  | -  | 380 | 452 | -72  |
| 2005-2006 | Fédérale 2               |                   | -              |     |    |    |   |    |    |    |     |     |      |
| 2006-2007 | Fédérale 2               |                   | 1/32 de finale |     |    |    |   |    |    |    |     |     |      |
| 2007-2008 | Fédérale 2               |                   | 1/8 de finale  |     |    |    |   |    |    |    |     |     |      |
| 2008-2009 | Fédérale 2               |                   | 1/16 de finale |     |    |    |   |    |    |    |     |     |      |
| 2009-2010 | Fédérale 2               | Poule 2           | Finaliste      |     |    |    |   |    |    |    |     |     |      |
| 2010-2011 | Fédérale 1               | 9/12, poule 1     | -              | 43  | 22 | 9  | 1 | 12 | 1  | 4  | 317 | 424 | -107 |
| 2011-2012 | Fédérale 1               | 8/10, poule 1     | -              | 31  | 18 | 6  | 0 | 12 | 3  | 4  | 319 | 379 | -60  |
| 2012-2013 | Fédérale 1               | 10/10, poule 1    | -              | 2   | 18 | 0  | 0 | 18 | 0  | 2  | 198 | 679 | -481 |
| 2013-2014 | Fédérale 2               | 2/10, poule 1     | 1/8 de finale  | 68  | 18 | 15 | 0 | 3  | 7  | 1  | 494 | 255 | 239  |
| 2014-2015 | Fédérale 2               | 1/10, poule 1     | Vainqueur      | 81  | 18 | 17 | 0 | 1  | 12 | 1  | 707 | 131 | 576  |
| 2015-2016 | Fédérale 1               | 7/10, poule 4     | -              | 32  | 18 | 6  | 2 | 10 | 0  | 4  | 367 | 446 | -79  |
| 2016-2017 | Fédérale 1               | 1/10, poule 4     | 1/8 de finale  | 72  | 18 | 15 | 0 | 3  | 9  | 3  | 606 | 243 | 363  |
| 2017-2018 | Fédérale 1               | 7/11, poule élite |                | 46  | 20 | 10 | 0 | 10 | 2  | 4  | 398 | 406 | -8   |

## Structure et image

### Résultats financiers
Pour la saison 2010-2011, le budget du club reste modeste avec 1 035 000 € et un petit excédent. Pour la saison suivante, selon Jean Luc Dubois, il devrait être en hausse et atteindre les 1 300 000 € dont environ 400 000 € de sponsoring et de fonds privés. Normalement, les finances sont suffisantes pour réaliser les transferts escomptés à l'intersaison.

## Identité visuelle

### Logo

Évolution du logo
Logo du Racing Club de Strasbourg rugby.
Logo du Rugby Club Strasbourg de 2011 à 2012.
Logo du Rugby Club Strasbourg de 2012 à 2019.

## Personnalités du club

### Joueurs emblématiques
- Hari Dumitras[19]

### Entraîneurs
- Philippe Tarrusson (1996-1999)